# NGC 1217-2
NGC 1217-2 في الفهرس العام الجديد، هي مجرة، تقع في كوكبة الكور. تبتعد عن الأرض بحوالي 285 مليون سنة ضوئية.

## روابط خارجية
- NGC 1217-2 على موقع ويكي سكاي: DSS2, SDSS, GALEX, IRAS, Hydrogen α, X-Ray, Astrophoto, Sky Map, Articles and images